# Madera County
Madera County is een county in Californië in de VS. Het werd gevormd in 1893 en bestond uit delen van Fresno County.
Madera betekent in het Spaans "hout". Deze county kreeg deze naam nadat de 'California Lumber Company' in het dorpje Madera een goot bouwde waarin boomstammen naar de spoorweg gebracht werden.

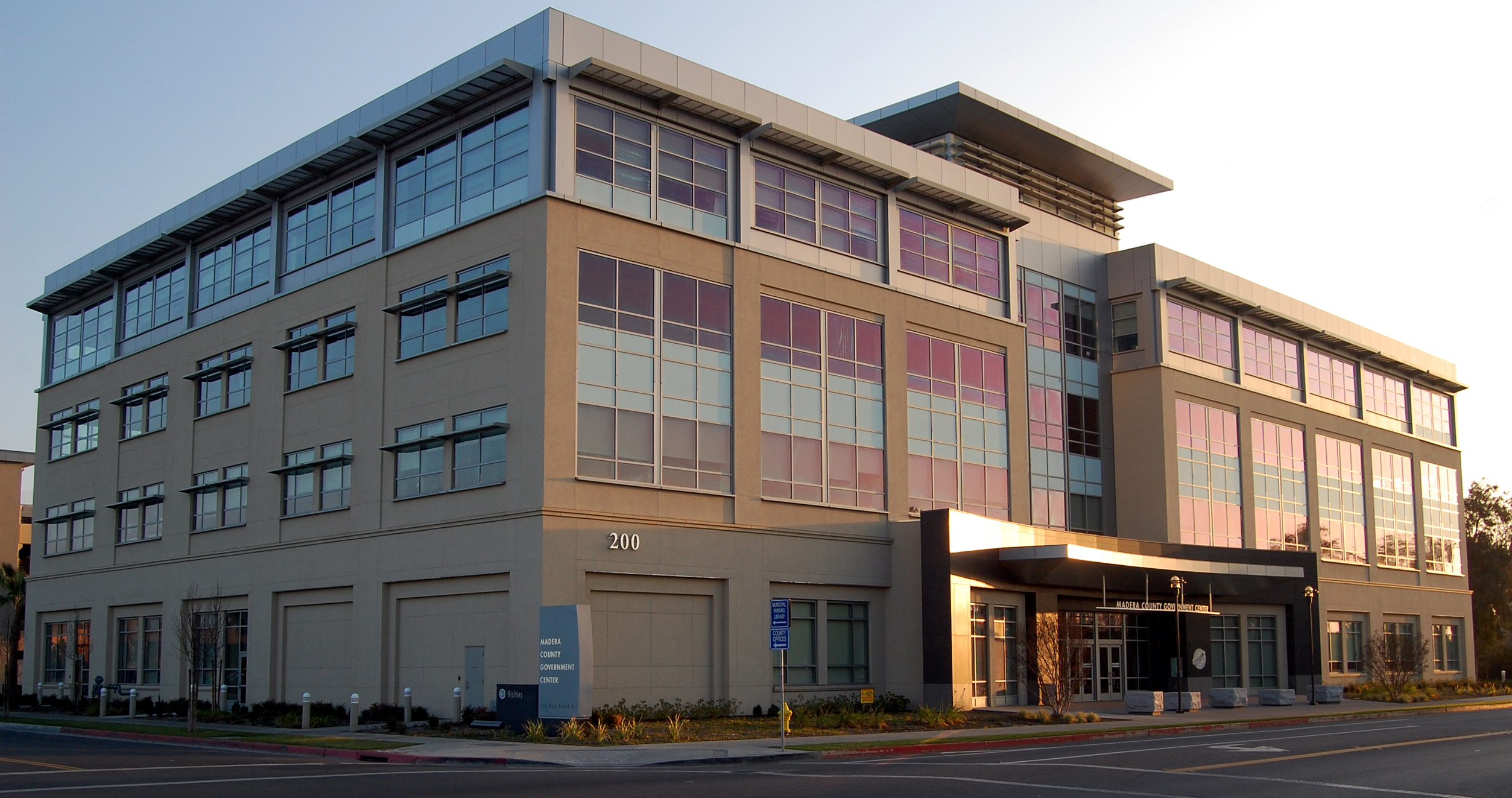
Madera County Government Offices

## Geografie
De county heeft een totale oppervlakte van 5577 km² (2153 mijl²) waarvan 5532 km² (2136 mijl²) land is en 45 km² (17 mijl²) of 0,81% water is.

### Aangrenzende county's
- Fresno County -zuiden, westen
- Merced County - noordwest
- Mariposa County - noorden
- Tuolumne County - noordoost
- Mono County - noordoost

### Steden en dorpen
- Bonadelle Ranchos-Madera Ranchos
- Chowchilla
- Madera
- Madera Acres
- North Fork
- Oakhurst
- Parksdale
- Parkwood
- Yosemite Lakes